# You Better Ask Somebody
You Better Ask Somebody é o terceiro álbum de estúdio de Yolanda Whittaker. O álbum foi lançado em 22 de junho de 1993.

## Faixas
1. "IBWin' Wit My Crewin'"
2. "Can You Handle It"
3. "West Side Story"
4. "Mackstress"
5. "20 Sack"
6. "You Better Ask Somebody"
7. "They Shit Don't Stink"
8. "Letter to the Pen" (Participação especial de Martin Lawrence)
9. "Givin' It Up"
10. "Pass It On"
11. "Girls Got a Gun"
12. "The Bonnie and Clyde Theme" (Participação especial de Ice Cube)